# Volodymyr Bilocerkovec
Volodymyr Serhijovyč Bilocerkovec (ukrajinsky Володимир Сергійович Білоцерковець; 22. ledna 2000 Hola Prystaň, Ukrajina – 6. srpna 2025) byl ukrajinský profesionální fotbalista, který hrál na pozici záložníka.

## Kariéra
Volodymyr Bilocerkovec byl odchovanec mládežnických sportovních systémů klubů Metalist Charkov a Zorja Luhansk, za kterou následně hrál v ukrajinské Premier League Reserves. 
V červnu 2020 postoupil do hlavního týmu. Dne 16. července 2020 debutoval v ukrajinské Premjer-liha za Zorju Luhansk, kdy nastoupil jako střídající hráč v druhém poločase prohraného venkovního zápasu proti Dynamu Kyjev. V lednu 2025 se opět přesunul do Zorji Luhansk.

## Smrt
Volodymyr Bilocerkovec zemřel 6. srpna 2025 ve věku 25 let. Příčina úmrtí nebyla oznámena.
Dne 6. srpna 2025 v 10:34 oznámil ukrajinský zpravodajský portál Sport.ua, že Volodymyr Bilocerkovec se zotavil ze zranění kotníku, avšak již ve 12:53 se na oficiálních stránkách klubu objevila zpráva, že fotbalista zemřel.